# Capote (película)
Capote (2005) es una película dramática biográfica estadounidense sobre el novelista estadounidense Truman Capote dirigida por Bennett Miller y protagonizada por Philip Seymour Hoffman en el papel principal. 
La película se basó en la obra de 1988 Capote, una biografía de Gerald Clarke. Sigue principalmente los eventos durante la escritura del libro de no ficción de Capote de 1965 In Cold Blood. La película se convirtió en un éxito de taquilla y recibió elogios de los críticos por la actuación principal de Hoffman. Ganó varios premios y fue nominada a 5 premios de la Academia, incluidos Mejor Película, Mejor Director para Miller, Mejor Actriz de Reparto para Catherine Keener y Mejor Guion Adaptado, y Hoffman ganó  el Premio de la Academia al Mejor Actor.
La película se filmó en su mayoría en Manitoba, Canadá, en el otoño del 2004. 
Se estrenó el 30 de septiembre del 2005, para coincidir con el que habría sido el cumpleaños 81.º de Truman Capote.

## Sinopsis
El escritor y periodista Truman Capote (Philip Seymour Hoffman) decide investigar y analizar el asesinato de los Clutter, una familia de granjeros de Kansas, a manos de dos hombres, y publica una de sus obras más conocidas: In Cold Blood.

## Argumento
En 1959, cuatro miembros de la familia Clutter son asesinatos en su granja de Kansas. Mientras lee The New York Times, el famoso periodista y escritor de novelas Truman Capote queda fascinado por la historia y llama al editor de la revista The New Yorker, William Shawn, para contarle que planea documentar la tragedia.
Capote viaja a Kansas e invita a su amiga de la infancia, (Nelle) Harper Lee, a que lo acompañe. Tiene la intención de entrevistar a las personas involucradas con la familia Clutter, con Lee como su intermediaria y facilitadora. Alvin Dewey, el detective principal del Departamento de Investigación de Kansas a cargo del caso, lo ignora. Aun así, la esposa de Dewey, Marie, es fanática de los escritos de Capote y convence a su esposo para que invite a Capote y Lee a cenar en su casa.
Los cuentos de Capote sobre escenarios de películas y estrellas de cine cautivan a Marie. Con el tiempo, su esposo se encariña con Capote y le permite ver las fotografías de las víctimas. Los Dewey, Lee y Capote están cenando cuando los sospechosos de asesinato, Perry Smith y Richard "Dick" Hickock, son capturados. Los halagos, los sobornos y una profunda comprensión de la condición humana facilitan las visitas de Capote a la prisión donde están detenidos los acusados.
Capote comienza a encariñarse con Smith. Le informa a William Shawn de su intención de ampliar la historia para convertirla en un libro completo. Tras el juicio y la condena, tras los cuales tanto Smith como Hickock son condenados a muerte, Capote obtiene acceso continuo a los asesinos sobornando al alcaide Marshall Krutch.
Capote pasa los años siguientes visitando regularmente a Smith y aprendiendo sobre su vida, a excepción de un período de un año en el que va a Marruecos y España para escribir las "tres primeras partes" del libro, acompañado por su pareja romántica Jack Dunphy.
La historia de la vida de Smith, su actitud arrepentida y su sinceridad emocional impresionan a Capote, que se encariña emocionalmente con él a pesar de los horripilantes asesinatos. Capote ayuda a Smith y Hickock consiguiendo un asesoramiento jurídico experto para ellos e iniciando una apelación. Aun así, se siente frustrado, ya que Smith se niega a relatar exactamente lo que sucedió la noche de los asesinatos.
Aunque inicialmente se trata de un esfuerzo por proporcionar una representación adecuada y ampliar la oportunidad de Capote de hablar con los asesinos, el proceso de apelación se prolonga durante varios años. Sin que se resuelva el caso judicial, Capote siente que está atrapado en una historia sin final y no puede terminar su libro. Finalmente, consigue que Smith describa los asesinatos y sus pensamientos en ese momento con gran detalle. Consigue lo que quiere de Smith, pero ve insensibilidad y egoísmo en sus propias acciones en el proceso.
Con todo ahora en la mano, Capote todavía debe esperar a que concluya el proceso de apelación antes de sentir que puede publicar su obra. La exitosa novela de Harper Lee, “Matar a un ruiseñor” se convierte en una película, pero Capote no puede compartir la alegría del éxito de su amiga, demasiado atrapado en la bebida para soportar su miseria.
Cuando se rechaza la última apelación, Smith le ruega a Capote que regrese antes de que lo ejecuten, pero Capote no puede hacerlo. Un telegrama de Smith a Harper Lee finalmente obliga a Capote a regresar a Kansas. Allí, es testigo presencial de la ejecución de Smith y Hickock.
Capote habla con Lee sobre la horrible experiencia y lamenta no haber podido hacer nada para detenerla. Ella responde: "Tal vez no. La verdad es que no querías". Mientras regresa a casa, Capote mira las fotos del caso y los escritos y dibujos que le dio Smith.
Un epílogo textual señala que “A sangre fría” convirtió a Capote en el escritor más famoso de Estados Unidos; que Capote nunca terminó otro libro, muriendo en 1984 por complicaciones debido al alcoholismo;  y que eligió una cita de Santa Teresa de Ávila: " Se derraman más lágrimas por las plegarias atendidas que por aquellas que permanecen desatendidas" como epígrafe de su novela final inacabada, Plegarias atendidas.

## Reparto
- Philip Seymour Hoffman como Truman Capote.
- Catherine Keener como Harper Lee.
- Clifton Collins Jr. como Perry Smith.
- Chris Cooper como Alvin Dewey.
- Bob Balaban como William Shawn.
- Bruce Greenwood como Jack Dunphy.
- Amy Ryan como Marie Dewey.
- Mark Pellegrino como Richard Hickock.
- Allie Mickelson como Laura Kinney.
- Marshall Bell como el director de la cárcel, Marshall Krutch.
- Araby Lockhart como Dorothy Sanderson.
- Robert Huculak como reportero de Nueva York.
- R. D. Reid como Roy Church.
- Rob McLaughlin como Harold Nye.
- Harry Nelken como el alguacil Walter Sanderson.
- C. Ernst Harth como Lowell Lee Andrews.
- George Dangerfield como Jury Foreman.

## Premios

### Premios Óscar
| Año  | Categoría                          | Receptor/a                | Resultado |
| ---- | ---------------------------------- | ------------------------- | --------- |
| 2005 | Oscar a la mejor película          | Oscar a la mejor película | Candidata |
| 2005 | Oscar al mejor director            | Bennett Miller            | Candidato |
| 2005 | Oscar al mejor actor               | Philip Seymour Hoffman    | Ganador   |
| 2005 | Oscar a la mejor actriz de reparto | Catherine Keener          | Candidata |
| 2005 | Oscar al mejor guion adaptado      | Dan Futterman             | Candidato |